# Castelsarrasin
 Castelsarrasin  (en occitano Los Sarrasins) es una población y comuna francesa, en la región de Mediodía-Pirineos, departamento de Tarn y Garona, en el distrito de Castelsarrasin, del cual es subprefectura. Es el chef-lieu de los cantones Castelsarrasin-1 y Castelsarrasin-2.
Está integrada en la Communauté de communes Castelsarrasin-Moissac .

## Demografía
| 10 388 | 11 318 | 10 752 | 10 924 | 11 317 | 11 352 |
| Para los censos de 1962 a 1999 la población legal corresponde a la población sin duplicidades (Fuente: INSEE [Consultar]) |        |        |        |        |        |

Su población en el censo de 1999 se distribuía en 6.056 en Castelsarrasin-1 y 5.296 en Castelsarrasin-2. La aglomeración urbana no se limita a la propia comuna.